# Argentin jegybankelnökök listája
Az argentin jegybank (hivatalos nevén Banco Central de la República Argentina, BCRA), az Argentin Köztársaság Központi Bankja élére az elnököt a köztársasági elnök – a Szenátus jóváhagyásával – hat éves időtartamra nevezi ki. A kinevezés megújítható. A jegybank elnöke nem alárendeltje a köztársasági elnöknek. A bankelnök együttműködik a gazdaság irányításáért felelős mindenkori miniszterrel.
Az alábbi lista Az Argentin Köztársaság Központi Bankjának elnökeit sorolja fel fordított időrendben.
| Bankelnök                        | Hivatali idő kezdete | Hivatali idő vége    | Köztársasági elnök                                                                                   | Gazdasági/Pénzügyminiszter |
| -------------------------------- | -------------------- | -------------------- | --- | --- |
| Guido Sandleris                  | 2018. szeptember 25. |                      | Mauricio Macri                                                                                       | Nicolás Dujovne |
| Luis Andrés Caputo               | 2018. június 14.     | 2018. szeptember 25. | Mauricio Macri                                                                                       | Nicolás Dujovne |
| Federico Adolfo Sturzenegger     | 2015. december 11.   | 2018. június 14.     | Mauricio Macri                                                                                       | Alfonso Prat Gay, Nicolás Dujovne |
| Alejandro Vanoli                 | 2014. október 2.     | 2015. december 10.   | Cristina Fernández de Kirchner                                                                       | Axel Kicillof |
| Juan Carlos Fábrega              | 2013. november 19.   | 2014. október 1.     | Cristina Fernández de Kirchner                                                                       | Axel Kicillof |
| Mercedes Marcó del Pont          | 2010. január 23.     | 2013. november 18.   | Cristina Fernández de Kirchner                                                                       | Amado Boudou, Hernán G Lorenzino |
| Martín Redrado                   | 2004. szeptember 24. | 2010. január 22.     | Néstor Kirchner, Cristina Fernández de Kirchner                                                      | Roberto Lavagna, Felisa Miceli, Miguel Peirano, Martín Lousteau, Carlos Fernández, Amado Boudou                                            |
| Alfonso Prat Gay                 | 2002. december 11.   | 2004. szeptember 23. | Eduardo Duhalde, Néstor Kirchner                                                                     | Roberto Lavagna |
| Aldo Rubén Pignanelli            | 2002. június 25.     | 2002. december 11.   | Eduardo Duhalde                                                                                      | Roberto Lavagna |
| Mario Blejer                     | 2002. január 28.     | 2002. június 25.     | Eduardo Duhalde                                                                                      | Jorge Luis Remes Lenicov, Roberto Lavagna,                                                                                                 |
| Roque Maccarone                  | 2001. április 25.    | 2002. január 18.     | Fernando de la Rúa, Ramón Puerta, Adolfo Rodríguez Saá, Eduardo Caamaño, Eduardo Duhalde             | Domingo Felipe Cavallo, Nicolás Vicente Gallo, Jorge Milton Capitanich, Ramón Puerta, Rodolfo Frigeri, Jorge Luis Remes Lenicov            |
| Pedro Pou                        | 1996. augusztus 5.   | 2001. december 20.   | Carlos Saúl Menem, Fernando de la Rúa                                                                | Roque Fernández, José Luis Machinea, Ricardo López Murphy, Domingo Felipe Cavallo                                                          |
| Roque Benjamín Fernández         | 1991. február 5.     | 1996. augusztus 4.   | Carlos Saúl Menem                                                                                    | Domingo Felipe Cavallo |
| Javier A. González Fraga         | 1990. június 13.     | 1991. január 29.     | Carlos Saúl Menem                                                                                    | Antonio Erman González |
| Antonio Erman González           | 1990. március 20.    | 1990. június 13.     | Carlos Saúl Menem                                                                                    | Antonio Erman González |
| Enrique E. Folcini               | 1990. január 23.     | 1990. március 20.    | Carlos Saúl Menem                                                                                    | Antonio Erman González |
| Rodolfo C. Rossi                 | 1989. december 20.   | 1990. január 22.     | Carlos Saúl Menem                                                                                    | Antonio Erman González |
| Egidio Ianella                   | 1989. november 24.   | 1989. december 20.   | Carlos Saúl Menem                                                                                    | Néstor Rapanelli, Antonio Erman González                                                                                                   |
| Javier A. González Fraga         | 1989. július 8.      | 1989. november 24.   | Carlos Saúl Menem                                                                                    | Miguel Roig, Néstor Rapanelli |
| Enrique García Vázquez           | 1989. április 4.     | 1989. július 3.      | Raúl Ricardo Alfonsín                                                                                | Juan Carlos Pugliese, Jesús Rodríguez |
| José Luis Machinea               | 1986. augusztus 25.  | 1989. április 4.     | Raúl Ricardo Alfonsín                                                                                | Juan Vital Sourrouille |
| Juan José A. Concepción          | 1985. február 19.    | 1986. augusztus 25.  | Raúl Ricardo Alfonsín                                                                                | Juan Vital Sourrouille |
| Enrique García Vázquez           | 1983. december 10.   | 1985. február 19.    | Raúl Ricardo Alfonsín                                                                                | Bernardo Grinspun |
| Julio C. González del Solar      | 1982. augusztus 26.  | 1983. december 7.    | Reynaldo Benito Bignone                                                                              | Jorge Wehbe |
| Domingo Felipe Cavallo           | 1982. július 2.      | 1982. augusztus 26.  | Reynaldo Benito Bignone                                                                              | José María Dagnino Pastore |
| Egidio Ianella                   | 1981. június 1.      | 1982. július 2.      | Roberto Eduardo Viola, Carlos Alberto Lacoste, Leopoldo Fortunato Galtieri, Alfredo Oscar Saint-Jean | Lorenzo Sigaut, Roberto Alemann |
| Julio José Gómez                 | 1981. március 31.    | 1981. június 1.      | Roberto Eduardo Viola                                                                                | Lorenzo Sigaut |
| Adolfo C. Diz                    | 1976. április 2.     | 1981. március 27.    | Jorge Rafael Videla                                                                                  | José Alfredo Martínez de Hoz |
| Alfredo G. Cassino               | 1976. március 24.    | 1976. április 2.     | Jorge Rafael Videla                                                                                  | Joaquín de Las Heras, José Alfredo Martínez de Hoz                                                                                         |
| Eduardo A. Zalduendo             | 1976. február 4.     | 1976. március 24.    | María Estela Martínez de Perón                                                                       | Emilio Mondelli |
| Emilio Mondelli                  | 1975. augusztus 1.   | 1976. február 3.     | María Estela Martínez de Perón                                                                       | Pedro José Bonanni, Antonio Cafiero |
| Ricardo A. Cairoli               | 1974. október 11.    | 1975. július 17.     | María Estela Martínez de Perón                                                                       | Alfredo Gómez Morales, Celestino Rodrigo                                                                                                   |
| Hernán Aldabe                    | 1974. október 11.    | 1974. október 29.    | María Estela Martínez de Perón                                                                       | José Ber Gelbard, Alfredo Gómez Morales |
| Alfredo Gómez Morales            | 1973. május 29.      | 1974. szeptember 2.  | Héctor José Cámpora, Raúl Lastiri, Juan Domingo Perón, María Estela Martínez de Perón                | José Ber Gelbard, Alfredo Gómez Morales |
| Jorge Bermúdez Emparanza         | 1972. július 26.     | 1973. május 29.      | Alejandro Lanusse                                                                                    | Cayetano Licciardo, Jorge Wehbe |
| Carlos Brignone                  | 1971. augusztus 24.  | 1972. július 26.     | Alejandro Lanusse                                                                                    | Juan Quilici, Cayetano Licciardo |
| Ricardo Gruneisen                | 1971. április 28.    | 1971. augusztus 24.  | Alejandro Lanusse                                                                                    | Aldo Ferrer, Juan A Quilici |
| Daniel Fernández                 | 1970. október 26.    | 1971. április 20.    | Roberto Levingston, Alejandro Lanusse                                                                | Aldo Ferrer |
| Egidio Iannella                  | 1969. június 25.     | 1970. október 26.    | Roberto Levingston                                                                                   | Carlos Moyano Llerena |
| Pedro Eduardo Real               | 1967. január 4.      | 1969. június 25.     | Juan Carlos Onganía, Roberto Levingston                                                              | Adalbert Krieger Vasena, José María Dagnino Pastore, Carlos Moyano Llerena                                                                 |
| Benedicto A. Bianchi             | 1966. december 15.   | 1967. január 4.      | Juan Carlos Onganía                                                                                  | Jorge Salimei |
| Antonio Micele                   | 1966. november 3.    | 1966. december 15.   | Juan Carlos Onganía                                                                                  | Jorge Salimei |
| Felipe S. Tami                   | 1966. július 26.     | 1966. november 3.    | Juan Carlos Onganía                                                                                  | Jorge Salimei |
| Antonio Micele                   | 1966. június 30.     | 1966. július 26.     | Juan Carlos Onganía                                                                                  | Jorge Salimei |
| Félix Gilberto Elizalde          | 1963. október 17.    | 1966. június 30.     | Humberto Illia                                                                                       | Eugenio Blanco, Juan Carlos Pugliese |
| Luis María Otero Monsegur        | 1962. december 10.   | 1963. október 17.    | José María Guido                                                                                     | Eustaquio Méndez Delfino, José Martínez de Hoz                                                                                             |
| Ricardo Pedro Pasman             | 1962. május 31.      | 1962. december 10.   | José María Guido                                                                                     | Álvaro Alsogaray |
| Eustaquio Antonio Méndez Delfino | 1960. január 28.     | 1962. május 31.      | Arturo Frondizi, José María Guido                                                                    | Álvaro Alsogaray, Roberto Alemann, Carlos Coll Benegas, Jorge Wehbe, Federico Pinedo                                                       |
| Eusebio Campos                   | 1959. augusztus 3.   | 1960. január 28.     | Arturo Frondizi                                                                                      | Álvaro Alsogaray |
| José Mazar Barnet                | 1958. május 15.      | 1959. július 31.     | Arturo Frondizi                                                                                      | Emilio Donato Del Carril, Álvaro Alsogaray                                                                                                 |
| Eduardo Laurencena               | 1956. augusztus 13.  | 1958. május 15.      | Pedro Eugenio Aramburu, Arturo Frondizi                                                              | Eugenio Blanco, Roberto Verrier, Emilio Donato Del Carril                                                                                  |
| Eugenio Alberto Blanco           | 1956. június 8.      | 1956. augusztus 13.  | Pedro Aramburu                                                                                       | Eugenio Blanco |
| Julio Emilio Alizón García       | 1955. október 10.    | 1956. június 8.      | Eduardo Lonardi, Pedro Aramburu                                                                      | Eugenio Folcini, Eugenio Blanco |
| Eugenio José Folcini             | 1955. szeptember 24. | 1955. október 10.    | Eduardo Lonardi                                                                                      | Eugenio Folcini |
| Miguel Revestido                 | 1952. június 4.      | 1955. szeptember 16. | Juan Domingo Perón                                                                                   | Miguel Revestido |
| Alfredo Gómez Morales            | 1949. január 19.     | 1952. június 3.      | Juan Domingo Perón                                                                                   | Roberto Ares |
| Domingo Orlando Maroglio         | 1947. július 17.     | 1949. január 19.     | Juan Domingo Perón                                                                                   | Ramón Cereijo |
| Miguel Miranda                   | 1946. május 25.      | 1947. július 17.     | Edelmiro Farrell, Juan Domingo Perón                                                                 | Amaro Ávalos, Ramón Cereijo |
| Emilio F. Cárdenas               | 1945. december 6.    | 1946. március 25.    | Edelmiro Farrell                                                                                     | Amaro Ávalos |
| Vicente R. Casares               | 1945. szeptember 24. | 1945. december 6.    | Edelmiro Farrell                                                                                     | Armando Antille, Amaro Ávalos |
| Ernesto Bosch                    | 1935. május 31.      | 1945. szeptember 18. | Agustín Justo, Roberto Ortíz, Ramón S. Castillo, Pedro Ramírez, Edelmiro Farrell                     | Federico Pinedo, Roberto Ortíz, Carlos Acevedo, Pedro Groppo, Jorge Santamarina, César Ameghino, Ceferino Alonso Irigoyen, Armando Antille |